# Ludwinów (gmina Chełm)
Ludwinów – wieś w Polsce położona w województwie lubelskim, w powiecie chełmskim, w gminie Chełm. Obok miejscowości przepływa niewielka rzeka Świnka, dopływ Wieprza.
W latach 1975–1998 miejscowość należała administracyjnie do województwa chełmskiego. 
Wieś jest sołectwem w gminie Chełm. Według Narodowego Spisu Powszechnego (III 2011 r.) liczyła 70 mieszkańców i była 35. co do wielkości miejscowością gminy. 
Wieś powstała w początkach XX wieku w roku 1921. Według spisu powszechnego z roku 1921 kolonia Ludwinów w gminie Krzywiczki posiadała 14 domów i 96 mieszkańców.
Wierni Kościoła rzymskokatolickiego należą do parafii św. Jozafata Kuncewicza w Rejowcu.